# VSB C 2/3
Die Vereinigte Schweizerbahnen (VSB) besassen acht Gemischtzuglokomotiven der Bauart C 2/3. Bei den VSB trugen sie die Serienbezeichnung III. Die ersten drei Maschinen wurden noch an die Glatthalbahn geliefert, welche aber schon 1857 in den VSB aufging.

## Technisches
Es handelt sich hier um eine Dampflokomotive des Stephenson'schen Longboilertyps. Sie wurde von der Maschinenfabrik Karlsruhe zu einem Stückpreis von 66 000.- Schweizer Franken beschafft. Sie entsprach weitgehend der OS B 2/3, welche auch in ähnlicher Ausführung für die Rheinfallbahn angeschafft wurde. Durch den frühen Verkauf sind nur spärliche Angaben vorhanden. So wird sie vermutlich noch einen Funkenfängerkamin für Holzfeuerung besessen haben. Die Maschinen 41 und 42 waren zeitweise für die Feuerung von Schieferkohle eingerichtet, diese Feuerungsart bewährte sich aber nicht.
| VSB Nummer | Name       | Fabrik Nummer | Hersteller | Baujahr | Verkauf |
| ---------- | ---------- | ------------- | ---------- | ------- | ------- |
| 41         | Glatt      | 29            | Karlsruhe  | 1856    | 1863    |
| 42         | Uster      | 29            | Karlsruhe  | 1856    | 1863    |
| 43         | Jona       | 49            | Karlsruhe  | 1857    | 1863    |
| 44         | Glaernisch | 78            | Karlsruhe  | 1858    | 1863    |
| 45         | Wallensee  | 79            | Karlsruhe  | 1858    | 1863    |
| 46         | Glarus     | 80            | Karlsruhe  | 1858    | 1863    |
| 47         | Linth      | 81            | Karlsruhe  | 1858    | 1863    |
| 48         | Rapperswil | 82            | Karlsruhe  | 1858    | 1863    |

## Betriebliches
Da die gesamte Lokomotivserie 1863 nach Italien verkauft wurde, ist sehr wenig bekannt.